# Holden FX

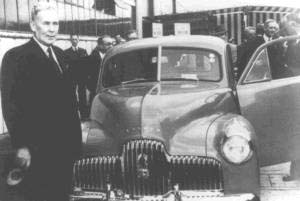
De 48-215 en de eerste minister van Australië bij de lancering in 1948

De Holden (48-215) Standard Sedan was het eerste automodel van het Australische merk Holden. Het was tevens de eerste auto van Australische bodem en zo werd hij ook met veel fanfare gelanceerd door de toenmalige eerste minister van het land, Ben Chifley. Het werd ook een onmiddellijk succes. Op korte tijd ontstonden lange wachtlijsten bij de dealers. In 1951 werd naast de 48-215 ook een ute-versie geïntroduceerd met de naam Holden Coupe Utility (50-2106). Hoewel niet officieel zo genoemd worden deze eerste modellen van Holden algemeen aangeduid met de serienaam Holden FX.

## Geschiedenis
Al vele jaren voor de introductie van de Standard wilde de Australische overheid een eigen Australische auto. Holden bouwde toen carrosserieën voor General Motors. Die laatste had Holden in 1931 ook overgenomen. Na de Tweede Wereldoorlog kwamen de plannen voor een eigen auto op tafel en werden ze door GM goedgekeurd. Er werden echter geen financiële middelen ter beschikking gesteld. Holden kon wel een lening van 3 miljoen pond sterling krijgen van twee Australische banken.
Vanuit de Verenigde Staten werd een prototype van Chevrolet toegestuurd dat als basis moest dienen. Holden werd hiertoe gedwongen ondanks dat het aan een eigen ontwerp, Project 2000, bezig was.
In november 1948 kreeg Australië met de Holden (48-215) Standard Sedan dan zijn eigen auto. De auto was meteen een groot succes waardoor er zelfs te weinig productiecapaciteit was. Die steeg van 10 stuks per dag in het begin tot 100 per dag in 1951 en 200 per dag in 1953. In 1950 telde Holden al meer dan 10.000 werknemers.
De Holden 48-215 was een 4-deurs sedan en had een 2,15 liter zes-in-lijnmotor van het type Grey Motor (naar diens kleur). In 1951 kwam er ook een uteversie, de eerste Holden Ute, en in 1953 volgde de Business Sedan die meer op bijvoorbeeld taxibedrijven gericht was.

## Modellen
- 1948: (48-215) Holden Standard Sedan
- 1951: (50-2106) Holden Coupe Utility
- 1953: (48-215) Holden Business Sedan